# Птичка (космически кораб)
Птичка е неофициалното обозначение на втория построен космически кораб за многократно използване от програма Буран. Корабът няма официално обозначение. Познат е и като Кораб 1.02. Птичка е неофициалното обозначение за всички кораби от програмата, но накрая тя е наречена Буран (на руски език „снежна буря“).

## Конструиране
Конструирането на втория кораб започва през 1988 и въпреки че той е по-близо до пълното си изграждането от всеки друг кораб от проекта (с изключение на Буран) остава незавършен. Програмата е прекратена през 1993 и той остава на 95 – 97% завършен.

## Планирани полети
Планирани към 1989:
- 1991 – безпилотен полет с продължителност от 1 – 2 дни
- 1992 – втори безпилотен полет с продължителност 7 – 8 дни. Включва маневри в космоса и опит за скачване с космическа станция

Променени през 1991:
- 1991 – втори безпилотен полет с продължителност 7 – 8 дни. Включва маневри в космоса и опит за скачване с космическа станция
  - автоматично скачване с модул Кристал на станция Мир
  - прехвърляне на екипаж от Мир на кораба и тестване на някои от системите му
  - разделяне със станцията и самостоятелен двадесет и четири часов полет в орбита
  - прехвърляне на екипаж от Союз на Птичка
  - автоматично разкачване и приземяване